# Vandellia
Cá ký sinh hay cá da trơn ký sinh (Danh pháp khoa học: Vandellia) là một chi cá da trơn bản địa của vùng Nam Mỹ, một loài cá nổi bật trong chi này chính là loài candiru được biết đến là ký sinh trên con người

## Đặc điểm
Những cá nheo bé nhỏ trong chi này là cá ký sinh, sống bằng máu. Nó hút máu bằng cách cắn các cơn cá nhỏ, khi thì bám vào mang các con cá to để hút máu. Hoạt động về đêm, còn không thì nó vùi mình dưới đáy sông khi không đi tìm mồi. Tên khoa học của nó có nghĩa là hút máu. Thực tế thì chỉ có loài cadiru là ký sinh và hút máu dữ dội hơn cả.

## Các loài
Hiện hành chỉ có 03 loài được ghi nhận trong chi này:
- Vandellia beccarii di Caporiacco, 1935: Được ghi nhận ở vùng sông Orinoco và một phần của sông Guianas
- Vandellia cirrhosa Valenciennes, 1846 (Candiru): Được tìm thấy ở lưu vực sông Amazon là loài cá ký sinh nổi tiếng trong chi
- Vandellia sanguinea Eigenmann, 1917: Có cả ở vùng Amazon, Orinoco và sông Essequibo[3]